# Le Beau Serge
Le Beau Serge és una pel·lícula francesa de Claude Chabrol, estrenada el 1958.

## Argument
François torna al seu poble després d'anys d'absència. Hi retroba el seu amic Serge el qual, del seu matrimoni amb Yvonne, va tenir un nen trisòmic nascut mort i es va enfonsar en l'alcohol.

## Repartiment
- Edmond Beauchamp: Glomaud
- Gérard Blain: Serge, el marit de Yvonne
- Jean-Claude Brialy: François, l'amic de Serge que torna al país
- Bernadette Lafont: Marie
- Michèle Méritz: Yvonne, la dona de Serge
- Claude Cerval: El sacerdot
- André Dino: El doctor Michel
- Jeanne Pérez: Senyora Chaunier, l'hostalera
- Michel Creuze: El forner
- Philippe de Broca: Jacques Rivette de la Chasuble
- Claude Chabrol: La Truffe
- Michel Roussange: Michel
- Géo Legros i la seva orquestra
- Harry Max
- Jean Gruault
- Etienne Loinaud
- Christine Dourdet

## Al voltant de la pel·lícula
- Le Beau Serge és considerada com la primera pel·lícula de la nouvelle vague.[2]
- El rodatge s'ha desenvolupat del 4 de desembre de 1957 al 4 de febrer de 1958 a Sardent, al departament de la Cruesa, poble on Claude Chabrol va passar la seva infantesa durant la guerra.[3]

## Premis
- Premi al millor director en el Festival Internacional de Cinema de Locarno 1958.
- Premi Jean-Vigo el 1959.